# August Leyendecker
August Leyendecker (* 27. April 1873 in Cölln bei Rockenhausen; † 14. August 1937 in Ebermannstadt) war ein deutscher Jurist. Er wurde vor allem für seine Rolle als zweiter Richter in dem Verfahren wegen Hochverrats gegen Adolf Hitler und die übrigen führenden Protagonisten vor dem Münchener Volksgericht im März und April 1924 aufgrund des gescheiterten Hitler-Ludendorff-Putsches vom November 1923 bekannt.

## Leben
Leyendecker war ein Sohn des Steinhauers Johannes Leyendecker und seiner Ehefrau Katharina, geb. Dautermann. Nach dem Schulbesuch studierte er Rechtswissenschaften. 
Bis in die 1920er Jahre gehörte er verschiedenen Staatsanwaltschaften an, bevor er im Jahr 1922 schließlich im Rang eines Landgerichtsrates zum Richter beim Volksgericht I in München ernannt wurde. 1905 wurde Leyendecker zum 3. Staatsanwalt in Kaiserslautern ernannt und war ab Mai 1906 in derselben Position in Zweibrücken tätig. Ab Mai 1905 war er Amtsrichter in Kirchheimbolanden und ab 1909 in Landau in der Pfalz. Im März 1916 wurde Leyendecker 2. Staatsanwalt beim Gericht München I. Am 1. April 1921 wurde er zum Landgerichtsrat beim Landgericht München I ernannt.
Im Mai 1923 führte Leyendecker den Vorsitz im Grünwald-Prozess, einem Prozess, in dem acht Nationalsozialisten, darunter Johann Wilhelm Ludowici und Edmund Heines, wegen des „Sturms“ auf das Münchener Hotel Grünwald in der Nacht vom 24. zum 25. Januar desselben Jahres angeklagt wurden. 
Bei diesem Vorfall hatten sich mehrere hundert Menschen vor dem genannten Hotel in der Münchener Hirtenstraße versammelt, mehrere Dutzend SA-Angehörige drangen in das Gebäude ein, randalierten im Erdgeschoss, verwüsteten den Speisesaal und zerstörten Teile des Inventars. Grund für den Überfall war die Annahme, in dem Hotel würden französische Militärangehörige beherbergt, die mit der Überwachung der Einhaltung der Abrüstungsbestimmungen des Vertrags von Versailles beauftragt werden würden. Der Glaube, das Hotel würde in unpatriotischer Weise französische Militärs als Gäste bewirten, hatte die Menge aufgrund der im Januar 1923 erfolgten Besetzung des Ruhrgebiets durch die französische Armee in starke Erregung versetzt. Nach den ersten Verwüstungen des Gebäudes wurde schließlich eine Kommission aus Beauftragten der Volksmenge gebildet (größtenteils SA-Angehörige), die das Gebäude in Begleitung mehrerer Polizisten und des Direktors nach Franzosen durchsuchten. Die Kommission unterrichtete die auf der Straße wartenden Menschen darüber, keine Franzosen im Gebäude angetroffen zu haben, worauf die Menschen wieder abzogen. Bei der Aktion entstanden Schäden in Höhe von sechs Millionen Reichsmark. 
In dem am 29. und 30. Mai 1923 vor dem Volksgericht München verhandelten Prozess gegen acht ermittelte Tatbeteiligte befand Leyendecker sechs SA-Angehörige des Landfriedensbruchs und der Sachbeschädigung für schuldig und verurteilte sie zu Haftstrafen zwischen drei und acht Monaten. Heines und Ludowici sprach er, obwohl diese im Verdacht der Rädelsführerschaft standen, in allen Anklagepunkten frei. Insbesondere von der Linkspresse wurde Leyendecker eine stark wohlwollende Haltung gegenüber den Angeklagten vorgehalten, weshalb er den überführten Tätern nur die unumgänglichen Mindeststrafen auferlegt habe. Im Falle von Heines und Ludowici warfen Organe wie die Münchener Post ihm vor, er habe eine Reihe von gegen diese sprechende Beweise ignoriert und zugleich fragwürdige Entlastungszeugnisse, die Gesinnungsfreunde diesen ausstellten, unkritisch akzeptiert.
Im März 1924 gehörte Leyendecker zu dem fünfköpfigen Senat des Volksgerichts München I, vor dem über die Hauptbeteiligten an dem gescheiterten Umsturzversuch der Nationalsozialisten vom 8. und 9. November 1923 („Hitler-Putsch“) wegen des Vorwurfes des Hochverrats verhandelt wurde. Leyendecker war in diesem Prozess beigeordneter Richter unter dem Vorsitz von Landgerichtsdirektor Georg Neithardt.
Des Weiteren fungierte Leyendecker als Vorsitzender in dem dem „großen“ Hitlerputsch-Prozess nachgeordneten Verfahren vom April 1924, in dem Karl Osswald, Edmund Heines und Gerhard von Prosch wegen ihrer Beteiligung am Hitler-Putsch wegen Beihilfe zum Hochverrat vor dem Münchener Volksgericht angeklagt wurden. Dieses Verfahren endete mit geringfügigen Strafen für die Angeklagten: Prosch und Heines verbrachten wenige Monate als Festungshäftlinge in Landsberg, während Osswalds Strafe durch die Untersuchungshaft als abgegolten anerkannt wurde. 
Im August 1925 trat Leyendecker die Stelle des 1. Staatsanwalts in Weiden an. Im Oktober 1930 wechselte er als Oberlandesgerichtsrat nach Nürnberg. Dort lebte er in der Fürther Straße.
Nach dem Machtantritt der Nationalsozialisten wurde Leyendecker zwar nicht Mitglied der NSDAP, allerdings wurde er am 8. Dezember 1933 Mitglied des Nationalsozialistischen Rechtswahrerbundes (Mitgliedsnummer 31.773) sowie am 1. Juni 1934 Mitglied in der Nationalsozialistischen Volkswohlfahrt (Mitgliedsnummer 303.592).
Leydendecker starb 1937 im Krankenhaus im Ebermannstadter Stadtteil Breitenbach.

## Archivarische Überlieferung
Leyendeckers Personalakte als Angehöriger der bayerischen Justiz befindet sich im Archiv des Oberlandesgerichtes Nürnberg.

## Foto
- Der Hitler-Prozess 1924: Wortlaut der Hauptverhandlung vor dem Volksgericht München, 4 Bde., München 1998, S. 1220.